# Turcinoemacheilus kosswigi
Turcinoemacheilus kosswigi är en fiskart som beskrevs av Banarescu och Nalbant, 1964. Turcinoemacheilus kosswigi ingår i släktet Turcinoemacheilus och familjen grönlingsfiskar. IUCN kategoriserar arten globalt som otillräckligt studerad. Inga underarter finns listade i Catalogue of Life.